# Whatever You Want
Whatever You Want — двенадцатый студийный альбом британской рок-группы Status Quo. В него вошли 10 треков. Это был третий по счёту альбом, спродюсированный Пайпом Умильямсом. Запись началась в декабре 1978 года в Wisseloord Studios в Хилверсюме, в Нидерландах, финальное микширование проходило уже в Лондоне в 1979 году. Релиз альбома состоялся 12 октября 1979 года, а 20 октября того же года он занял 3-е место в чартах. Первый сингл из альбома — «Whatever You Want» — был выпущен 14 сентября вместе с «Hard Ride» в качестве би-сайда, и также сумел достичь 4-го места в чартах. Второй сингл из этого альбома «Living on an Island», с би-сайдом «Runaway» был выпущен 16 ноября и достиг 16-го места в чартах.
Также альбом был смикширован для американского рынка. Эта версия в 1980 году была выпущена в США под названием Now Hear This. В 2016 году альбом был выпущен на CD и подвергся делюкс-ремастерингу. Тем не менее на этом издании отсутствовали следующие треки: «Shady Lady» и «Your Smiling Face». Они сохранились только на оригинальном виниле, на кассете и на 8-трековых релизах. Треки «Whatever You Want» и «Living on an Island» тоже были убраны из американской ремикшированной версии.

## Список композиций
| №  | Название              | Автор(ы)               | Длительность |
| -- | --------------------- | ---------------------- | ------------ |
| 1. | «Whatever You Want»   | Рик Парфитт, Энди Баун | 4:03         |
| 2. | «Shady Lady»          | Фрэнсис Росси, Боб Янг | 3:00         |
| 3. | «Who Asked You»       | Алан Ланкастер         | 3:57         |
| 4. | «Your Smiling Face»   | Рик Парфитт, Энди Баун | 4:22         |
| 5. | «Living on an Island» | Рик Парфитт, Боб Янг   | 4:50         |

| №  | Название            | Автор(ы)                              | Длительность |
| -- | ------------------- | ------------------------------------- | ------------ |
| 1. | «Come Rock with Me» | Фрэнсис Росси, Берни Фрост            | 3:15         |
| 2. | «Rockin’ On»        | Фрэнсис Росси, Берни Фрост            | 3:25         |
| 3. | «Runaway»           | Фрэнсис Росси, Берни Фрост            | 4:38         |
| 4. | «High Flyer»        | Алан Ланкастер, Боб Янг               | 3:50         |
| 5. | «Breaking Away»     | Фрэнсис Росси, Рик Парфитт, Энди Баун | 6:40         |

| №  | Название                                 | Автор(ы)                    | Длительность |
| -- | ---------------------------------------- | --------------------------- | ------------ |
| 1. | «Hard Ride»                              | Алан Ланкастер, Мик Грин    | 3:57         |
| 2. | «Bad Company»                            | Пайп Уильямс, Питер Хатчинс | 4:30         |
| 3. | «Another Game in Town» (демоверсия)      | Фрэнсис Росси, Берни Фрост  | 2:22         |
| 4. | «Shady Lady» (демоверсия)                | Фрэнсис Росси, Боб Янг      | 2:51         |
| 5. | «Rearrange» (демоверсия)                 | Фрэнсис Росси, Берни Фрост  | 3:08         |
| 6. | «Living on an Island» (сингловая версия) | Рик Парфитт, Боб Янг        | 3:47         |

## Переиздания
Впервые альбом был издан на CD в 1991 году, вместе с Just Supposin’. Поскольку оба альбома были изданы на одном CD, трек «High Flyer» был убран наряду с «The Wild Ones» из Just Supposin’.
В 2005 году альбом подвергся цифровому ремастерингу и также был издан на CD. Первый релиз состоялся 7 марта 2005 года в Великобритании, на Mercury Records. Второй релиз состоялся 12 июля того же года на Universal Records International в США и в других странах.

## Участники записи
- Фрэнсис Росси — гитара, вокал
- Рик Парфитт — гитара, вокал
- Алан Ланкастер — бас, вокал
- Джон Коглан — ударные

Дополнительный персонал:
- Энди Баун[англ.] — клавишные

## Позиции в хит-парадах
| Год       | Хит-парад                                  | Высшая позиция | Пребывание в чарте |
| --------- | ------------------------------------------ | -------------- | ------------------ |
| 1979—1980 | Австралия (Kent Music Report)              | 22             | нет данных         |
| 1979—1980 | Австрия (Ö3 Austria)                       | 16             | 10 недель          |
| 1979—1980 | Великобритания (UK Albums Chart)           | 3              | 14 недель          |
| 1979—1980 | Нидерланды (Nationale Hitparade LP Top 50) | 7              | 14 недель          |
| 1979—1980 | Норвегия (VG-lista)                        | 21             | 12 недель          |
| 1979—1980 | ФРГ (Offizielle Top 100)                   | 9              | 29 недель          |
| 1979—1980 | Швеция (Sverigetopplistan)                 | 18             | 4 недели           |
|           |                                            |                |                    |
| 2016      | Великобритания (Rock & Metal Albums Chart) | 14             | 1 неделя           |

| Год  | Хит-парад                | Позиция |
| ---- | ------------------------ | ------- |
| 1980 | ФРГ (Offizielle Top 100) | 73      |

| Регион | Сертификация | Продажи  |
| --- | ------------ | -------- |
| Австралия (ARIA) | Золотой      | 20 000^  |
| Великобритания (BPI) | Золотой      | 100 000^ |
| Нидерланды (NVPI) | Золотой      | 50 000^  |
| Франция (SNEP) | Золотой      | 100 000* |
| * Данные о продажах приведены только на основе сертификации. ^ Данные о тиражах приведены только на основе сертификации. |              |          |